# Thường Tín (phủ)
Phủ Thường Tín là phủ được đặt tên vào thời nhà Lê.
Thời Bắc thuộc là quận Giao Chỉ; thời Lý Trần là châu Thượng Phúc.
Thời thuộc Minh đổi là châu Phúc Yên gồm 3 huyện: Bảo Phúc, Phù Lưu, Thanh Đàm. 
Nhà Lê đặt làm phủ Thường Tín thuộc thừa tuyên Sơn Nam (sau đổi là trấn), gồm 3 huyện Thanh Trì, Thượng Phúc, Phú Xuyên.
Các triều sau vẫn theo như thế. Năm Minh Mệnh thứ 12 (1831) tách toàn bộ phủ Thường Tín đặt thuộc vào tỉnh Hà Nội. Ngày nay các huyện Thường Tín, Phú Xuyên, Thanh Trì đều thuộc thành phố Hà Nội.